# Europa suverenih nacija
Europa suverenih nacija (engl. Europe of Sovereign Nations, skraćeno ESN), poznata i kao Suverenisti, krajnje je desni suverenistički klub zastupnika u Europskom parlamentu, formiran nakon izbora za Europski parlament 2024. godine.
Najviše eurozastupnika Suverenista je iz stranke Alternativa za Njemačku (AfD). Klub zastupnika osnovan je 10. srpnja 2024. godine.

## Osnivanje
Planovi AfD-a osnuje novi klub zastupnika pod nazivom Suverenisti postali su poznati ubrzo nakon izbora za Europski parlament 2024. godine. Zastupnici AfD-a u Europskom parlamentu izbačeni su iz kluba zastupnika Identitet i demokracija (ID) neposredno prije izbora zbog navodnog simpatiziranja nacista vodstva stranke. Dana 4. srpnja 2024., češki zastupnik u Europskom parlamentu Ivan David (SPD) najavio je formiranje nove političke skupine s AfD-om.
Francuska Reconquête se podijelila, a četiri od pet zastupnika u Europskom parlamentu pridružili su se Europskim konzervativcima i reformistima nakon njihovog izbacivanja iz stranke. Njihov preostali zastupnik u Europskom parlamentu pridružio se skupini Europe suverenih naroda. Bugarski preporod je 12. travnja 2024. organizirao „Sofijsku deklaraciju” sa slovačkom Republikom, nizozemskim Forumom za demokraciju, mađarskim Pokretom Naša domovina, Alternativom za Švedsku i Strankom poljoprivrednih stočara Grčke. Stranka Češka na prvom mjestu! također je izrazila interes za formiranje „pacifističke” i euroskeptične skupine za poboljšanje odnosa s Rusijom, zajedno sa strankama poput Republike. Ostale stranke za koje se nagađa da će se pridružiti takvoj skupini uključuju španjolsku Se Acabó La Fiesta (SALF) i grčku Pobjedu.
Zbog izbacivanja iz AfD-a, Maximilian Krah sjedi kao neovisni zastupnik u Europskom parlamentu, a njegovo članstvo odbili su češki, poljski i francuski članovi zbog njegovih izjava o SS-u i optužbi za korupciju od strane proruskih snaga.[nedostaje izvor] U lipnju je SALF zanijekao bilo kakve veze s AfD-om. Uključivanje rumunjske stranke SOS Rumunjska u parlamentarnu skupinu također su odbili AfD i Naša domovina, dok je sudjelovanje poljskog KKP europarlamentarca Grzegorza Brauna i slovačkog Milana Mazureka također odbio AfD. Zastupnici Ruch Narodowy Europskog parlamenta, koji su se natjecali na izborima zajedno s Braunom i Novom nadom kao Konfederacja, izjasnili su se protiv ulaska u parlamentarnu skupinu u kojoj je bio uključen njemački AfD.[nedostaje izvor]
Na konstituirajućoj sjednici za supredsjedatelje zastupničke skupine izabrani su René Aust (AfD) i Stanisław Tyszka (NN), a za zamjenike predsjednika Sarah Knafo (Reconquête), Milan Uhrík (Republika) i Stanislav Stoyanov (Revival).